# Fernando de Alva Ixtlilxóchitl
Fernando de Alva Cortés (Ciudad de México, ca. 1578 - Ciudad de México, 1648), fue un historiador y funcionario novohispano, descendiente en línea directa de la casa gobernante en el señorío acolhua de Texcoco.

## Vida
Nacido de madre mestiza, era castizo (descendiente de un abuelo indígena y 3 abuelos españoles) cerca del año 1578. Hijo de Juan de Navas Pérez de Peraleda y de Ana Cortés Ixtlilxóchitl, fue descendiente directo de los reyes de Acolhuacan y de Tenochtitlan. Su tatarabuelo fue Fernando Cortés Ixtlilxóchitl, último tlatoani de Texcoco (también llamado Ixtlilxóchitl II), y por lo tanto trasbisnieto de Nezahualpilli y rebisnieto de Nezahualcóyotl y de Beatriz Papatzin, hija de Cuitláhuac, antiguo señor de Iztapalapa y último tlatoani de los mexicas en la época de la conquista española.
Por mediación del arzobispo de México, Fray García Guerra, su familia fue declarada noble y se les dio el  señorío hereditario de Texcoco.
La relación entre la rama familiar de Fernando de Alva I. y la aristocracia texcocana se distanció cuando su bisabuela Ana Cortés se casó con el tlatoani de San Juan Teotihuacán, don Francisco Verdugo Quetzalmamalitzin. 
Una generación después, su abuela Francisca Verdugo heredó el cacicazgo de San Juan Teotihuacán, convirtiéndose en una de las aristócratas de mayor alcurnia dentro de la nobleza indígena, a raíz de lo cual se casó con el distinguido español Juan Grande (intérprete oficial de la real audiencia de la Ciudad de México), a partir de lo cual, la familia mudaría su residencia al barrio de Santa Ana en la capital del virreinato, pero manteniendo sus títulos y propiedades en Teotihuacán.
Pese a que su familia había perdido el vínculo con la ciudad de Texcoco desde algunas generaciones atrás, Fernando de Alva Ixtlixóchitl se esforzó por revitalizarlo, entre otras razones, porque ello le ofrecía ventajas políticas, económicas y profesionales dentro del virreinato, debido a la influencia cultural y política de Texcoco antes y después de la conquista.

El gobierno virreinal encontraba una utilidad estratégica en la clase aristócrata indígena leal a la corona, porque le facilitaba ejercer una autoridad más efectiva y legítima sobre la población. 
"Alva Ixtlixóchitl procuró presentarse a sí mismo como el indígena leal y noble que el virrey necesitaba".

García Loaeza, Brian, Benton, Villella.
Fue un distinguido alumno del Colegio de la Santa Cruz de Tlatelolco, fundado por órdenes del Fraile Juan de Zumárraga, primer obispo de México. En este sitio fue educado en la lengua náhuatl y en el idioma castellano. Por un tiempo vivió en San Juan Teotihuacán, entre 1600 y 1604. Ocho años más tarde en 1612, fue nombrado gobernador indígena de Texcoco, y al año siguiente, del pueblo de Tlalmanalco.
Fue el hermano mayor de Bartolomé de Alva Ixtlilxóchitl.
A su muerte, ocurrida el 25 de octubre de 1650, fue sepultado en la parroquia de Santa Catarina mártir.

## Obras de este autor
Alva Ixtlilxóchitl fue comisionado por los virreyes españoles de Nueva España para escribir la historia de los pueblos indígenas de México. Su Relación histórica de la nación tulteca —llamada usualmente Relación— fue escrita entre 1600 y 1608. Este texto es un conjunto de relatos acerca de sucesos ocurridos en la Nueva España y de la historia del pueblo tolteca. La Relación y muchos otros textos de Ixtlilxóchitl contienen fragmentos de la literatura y la lírica nahua prehispánica. Proporcionan un detallado informe de la importancia de la actuación de su  tatarabuelo, Fernando Cortés Ixtlilxóchitl, en la conquista de México y la pacificación de los indígenas en el Valle de México.
Posteriormente —1610 a 1640, según Chavero— Alva Ixtlilxóchitl escribió la Historia chichimeca, que refiere a los mismos eventos que la Relación, aunque con una organización más adecuada. El título original de la obra es desconocido, y este con el que se conoce le fue impuesto por Carlos de Sigüenza y Góngora cuando el manuscrito pasó a su poder. Lorenzo Boturini, propietario del mismo texto unos años después, los llamó Historia general de la Nueva España. Hay evidencia de que la Historia chichimeca formó parte de un trabajo más amplio cuyas partes faltantes están perdidas, o bien, no fue concluido. El capítulo final de la Historia de Alva Ixtlilxóchitl es el Sitio de Tenochtitlan, al que el autor le impone una versión texcocana de la Conquista, en contraste con Hernando de Alvarado Tezozómoc, autor de ascendencia tenochca cuya obra proporciona una visión más próxima a los mexica
de Tenochtitlan. La Historia chichimeca es considerada el mejor trabajo de Fernando de Alva Ixtlilxóchitl.